# Gheorghe Lavranciuc
Gheorghe Lavranciuc (în rusă Георгий Лавранчук) a fost un general-locotenent de securitate din Republica Moldova, care a îndeplinit funcția de ministru al afacerilor interne în Guvernul Republicii Sovietice Socialiste Moldova (1985-1988).

## Biografie
Din tinerețe s-a remarcat ca un activist al Comsomol. În anul 1967 a fost încadrat ca ofițer de informații în cadrul KGB-ului, unde a fost promovat până la funcția de director-adjunct de personal.
Între anii 1985-1988, generalul-locotenent Gheorghe Lavranciuc a deținut funcția de ministru al afacerilor interne în Guvernul Republicii Moldova, după care timp de un an a fost ministru și președinte al Comitetului Securității Statului (KGB) din RSS Moldova (1989-1990).
În iulie 1990, a fost demis de către Mircea Snegur din funcția de președinte al Comitetului Securității Statului. Până în decembrie 1990, nu a avut nici un serviciu și i s-a propus să plece la Moscova, în Comitetul Securității de Stat. Plecat la Moscova, a lucrat în noile servicii secrete rusești. În anul 1998, Lavranciuc a fost pensionat din cadrul FSB cu gradul de general-locotenent, rămânând să locuiască în capitala Rusiei.
Într-un interviu din octombrie 2006, generalul Lavranciuc a afirmat că în Republica Moldova nu se află la conducerea statului nici un colaborator al KGB-ului. "M-am mai întâlnit cu niște oameni care înainte au fost miniștri, locțiitori de miniștri, dar aceștia nu colaborau cu Securitatea. Noi pur și simplu ne sfătuiam cu ei, dar nu erau ei agenți ai Securității. Niciunul din ei nu avea angajamente la Securitate, nu semna cu pseudonime. (...) În Guvern și în aparatele de partid, nu lucram deloc. Niciun lucrător de partid n-a colaborat cu KGB-ul. Noi nu aveam dreptul, după toate instrucțiunile care erau atunci, să lucrăm în colectivele de partid și Guvern. Era interzis." 